# Импликатура
Импликатура (от лат. implicatio «связь; сплетение, переплетение») — небуквальная часть значения текста, когда информация присутствует в тексте в скрытом виде, но при этом явно не выражается (адресат делает вывод сам), то, что «имелось в виду» (в противоположность тому, что было сказано, или «экспликатуре»). Понятие импликатуры было введено Г. П. Грайсом в 1980-х годах.

## Особенности
Вследствие невысказанности смысла импликатура оставляет сказавшему возможность отречься от этого смысла.
Грайс различал два вида импликатур:
- Конвенциональные импликатуры позволяют выводить смысл благодаря кооперации участников общения и наличию общего контекста. Они отличаются от пресуппозиций лишь тем, что в пресуппозиции дополнительный смысл тривиален и очевиден говорящему, а в импликатуре слушающий должен сделать свой вывод о смысле, который говорящий вложил намеренно или неумышленно[3]. Например, милиционер в фильме «Берегись автомобиля» задаёт вопрос шофёру «Вы сами по утрам умываетесь?». Через импликатуру милиционер сообщает водителю, что машина у него грязная. Аналогично, в высказывании «Душно!» импликатурой является просьба открыть окно (а пресуппозицией — факт, что утверждение делается о помещении, в котором проходит разговор).
- Неконвенциональные импликатуры, также «импликатуры общения», «импликатуры дискурса». Скрытый смысл высказывания может сильно отличаться от явного («экспликатуры») и даже противоречить ему (например, в случае иронии). Так, высказывание «Ты — настоящий друг» может иметь совершенно противоположный смысл, если адресат, например, ранее выдал какой-то общий секрет.

## В рекламе
Как приём языкового манипулирования, импликатуры особенно популярны в рекламе, так как не только информация воспринимается некритически из-за обхода аналитических процедур обработки в мозгу адресата, но и рекламодателя трудно привлечь к ответственности за ошибочность не выписанной явно информации.
С помощью импликатуры можно принизить товары конкурентов:
- Окна, из которых не дует — подразумевается, что из окон других фирм дует;
- Эти уж точно без всякой дряни! — подразумевается, что в соках других марок бывают добавки.

Импликатуры также используются для намёков на безусловную истинность информации:
- А почему Вы любите лапшу «Доширак»? — здесь сама любовь к лапше подразумевается.

## Импликатура и намёк
Смысл понятия «импликатура» близок к смыслу обыденного слова «намёк» (ср. также обиняк, околесица, наветка, надоумка, и окольные речи). Понятие намёка шире, чем чисто речевая импликатура дискурса (намекнуть можно молчанием или действием, смысл позволяет также принуждение: «намекнуть вилами»). Однако И. Б. Шатуновский классифицирует намёк как особое явление и в чисто лингвистическом плане: в случае намёка говорящий принципиально хочет до конца сохранить двусмысленность высказывания (обычно потому, что прямое высказывание косвенного, «мерцающего», смысла представляет опасность для говорящего или адресата).